# Campeonato Mundial de Patinação Artística no Gelo de 2010
O Campeonato Mundial de Patinação Artística no Gelo de 2010 foi a centésima edição do Campeonato Mundial de Patinação Artística no Gelo, um evento anual de patinação artística no gelo organizado pela União Internacional de Patinação (em inglês:  International Skating Union) onde os patinadores artísticos competem pelo título de campeão mundial. A competição foi disputada entre os dias 22 de março e 28 de março, no Torino Palavela, localizado na cidade de Turim, Itália.

## Eventos
- Individual masculino
- Individual feminino
- Duplas
- Dança no gelo

## Medalhistas
| Evento                        | Ouro                               | Prata                                        | Bronze                                     |
| Individual masculino detalhes | Daisuke Takahashi · Japão          | Patrick Chan · Canadá                        | Brian Joubert · França                     |
| Individual feminino detalhes  | Mao Asada · Japão                  | Kim Yu-Na · Coreia do Sul                    | Laura Lepistö · Finlândia                  |
| Duplas detalhes               | Pang Qing · Tong Jian · China      | Aliona Savchenko · Robin Szolkowy · Alemanha | Yuko Kavaguti · Alexander Smirnov · Rússia |
| Dança no gelo detalhes        | Tessa Virtue · Scott Moir · Canadá | Meryl Davis · Charlie White · Estados Unidos | Federica Faiella · Massimo Scali · Itália  |

## Resultados

### Individual masculino
| Medalha de ouro                                       | Daisuke Takahashi     | Japão                | 257.70 | 89.30 (1)  | 168.40 (1)  |
| Medalha de prata                                      | Patrick Chan          | Canadá               | 247.22 | 87.80 (2)  | 159.42 (2)  |
| Medalha de bronze                                     | Brian Joubert         | França               | 241.74 | 87.70 (3)  | 154.04 (4)  |
| 4                                                     | Michal Březina        | República Tcheca     | 236.06 | 81.75 (5)  | 154.31 (3)  |
| 5                                                     | Jeremy Abbott         | Estados Unidos       | 232.10 | 81.05 (6)  | 151.05 (6)  |
| 6                                                     | Adam Rippon           | Estados Unidos       | 231.47 | 80.11 (7)  | 151.36 (5)  |
| 7                                                     | Samuel Contesti       | Itália               | 218.66 | 78.40 (8)  | 140.26 (11) |
| 8                                                     | Kevin van der Perren  | Bélgica              | 218.43 | 73.55 (10) | 144.88 (9)  |
| 9                                                     | Adrian Schultheiss    | Suécia               | 218.26 | 72.35 (12) | 145.91 (7)  |
| 10                                                    | Takahiko Kozuka       | Japão                | 216.73 | 84.20 (4)  | 132.53 (12) |
| 11                                                    | Kevin Reynolds        | Canadá               | 216.58 | 71.20 (14) | 145.38 (8)  |
| 12                                                    | Javier Fernández      | Espanha              | 215.66 | 71.65 (13) | 144.01 (10) |
| 13                                                    | Denis Ten             | Cazaquistão          | 202.46 | 77.40 (9)  | 125.06 (15) |
| 14                                                    | Sergei Voronov        | Rússia               | 200.60 | 73.42 (11) | 127.18 (14) |
| 15                                                    | Florent Amodio        | França               | 197.25 | 68.31 (15) | 128.94 (13) |
| 16                                                    | Anton Kovalevski      | Ucrânia              | 186.03 | 67.60 (16) | 118.43 (19) |
| 17                                                    | Guan Jinlin           | China                | 182.68 | 59.45 (19) | 123.23 (16) |
| 18                                                    | Ryan Bradley          | Estados Unidos       | 179.24 | 56.10 (21) | 123.14 (17) |
| 19                                                    | Alexandr Kazakov      | Bielorrússia         | 175.57 | 54.24 (24) | 121.33 (18) |
| 20                                                    | Viktor Pfeifer        | Áustria              | 170.79 | 59.95 (17) | 110.84 (21) |
| 21                                                    | Abzal Rakimgaliev     | Cazaquistão          | 166.20 | 54.60 (22) | 111.60 (20) |
| 22                                                    | Jamal Othman          | Suíça                | 156.41 | 57.35 (20) | 99.06 (22)  |
| 23                                                    | Kim Min-Seok          | Coreia do Sul        | 149.31 | 59.80 (18) | 89.51 (24)  |
| 24                                                    | Ari-Pekka Nurmenkari  | Finlândia            | 148.34 | 54.45 (23) | 93.89 (23)  |
| Não avançaram para a patinação livre / programa longo |                       |                      |        |            |             |
| 25                                                    | Peter Liebers         | Alemanha             | 54.09  | 54.09 (25) |             |
| 26                                                    | Pavel Kaška           | República Tcheca     | 50.55  | 50.55 (26) |             |
| 27                                                    | Kevin Alves           | Brasil               | 50.28  | 50.28 (27) |             |
| 28                                                    | Nobunari Oda          | Japão                | 50.25  | 50.25 (28) |             |
| 29                                                    | Boris Martinec        | Croácia              | 50.10  | 50.10 (29) |             |
| 30                                                    | Matthew Parr          | Reino Unido          | 49.31  | 49.31 (30) |             |
| 31                                                    | Peter Reitmayer       | Eslováquia           | 48.72  | 48.72 (31) |             |
| 32                                                    | Zoltán Kelemen        | Romênia              | 46.94  | 46.94 (32) |             |
| 33                                                    | Damjan Ostojič        | Bósnia e Herzegovina | 45.30  | 45.30 (33) |             |
| 34                                                    | Andrew Huertas        | Porto Rico           | 45.09  | 45.09 (34) |             |
| 35                                                    | Maciej Cieplucha      | Polônia              | 44.30  | 44.30 (35) |             |
| 36                                                    | Viktor Romanenkov     | Estônia              | 44.17  | 44.17 (36) |             |
| 37                                                    | Stephen Li-Chung Kuo  | Taipé Chinesa        | 44.15  | 44.15 (37) |             |
| 38                                                    | Saulius Ambrulevičius | Lituânia             | 42.37  | 42.37 (38) |             |
| 39                                                    | Mark Webster          | Austrália            | 42.30  | 42.30 (39) |             |
| 40                                                    | Georgi Kenchadze      | Bulgária             | 42.09  | 42.09 (40) |             |
| 41                                                    | Tigran Vardanjan      | Hungria              | 39.30  | 39.30 (41) |             |
| 42                                                    | Sarkis Hayrapetyan    | Armênia              | 39.02  | 39.02 (42) |             |
| 43                                                    | Maxim Shipov          | Israel               | 38.26  | 38.26 (43) |             |
| 44                                                    | Humberto Contreras    | México               | 37.33  | 37.33 (44) |             |
| 45                                                    | Ali Demirboga         | Turquia              | 36.39  | 36.39 (45) |             |
| 46                                                    | Girts Jekabsons       | Letônia              | 31.79  | 31.79 (46) |             |
| WD                                                    | Joffrey Bourdon       | Montenegro           | —      | — (WD)     |             |
| WD                                                    | Artem Borodulin       | Rússia               | —      | — (WD)     |             |

### Individual feminino

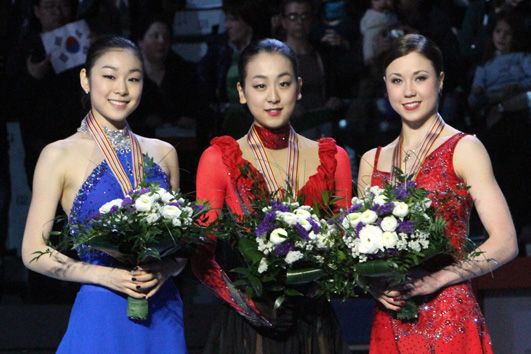
Pódio feminino: Kim Yuna}} (2ª), Mao Asada}} (1ª) e Laura Lepistö}} (3ª).

| Medalha de ouro                                       | Mao Asada               | Japão            | 197.58 | 68.08 (2)  | 129.50 (2)  |
| Medalha de prata                                      | Kim Yuna                | Coreia do Sul    | 190.79 | 60.30 (7)  | 130.49 (1)  |
| Medalha de bronze                                     | Laura Lepistö           | Finlândia        | 178.62 | 64.30 (3)  | 114.32 (6)  |
| 4                                                     | Miki Ando               | Japão            | 177.82 | 55.78 (11) | 122.04 (3)  |
| 5                                                     | Cynthia Phaneuf         | Canadá           | 177.54 | 59.50 (8)  | 118.04 (4)  |
| 6                                                     | Carolina Kostner        | Itália           | 177.31 | 62.20 (4)  | 115.11 (5)  |
| 7                                                     | Mirai Nagasu            | Estados Unidos   | 175.48 | 70.40 (1)  | 105.08 (11) |
| 8                                                     | Ksenia Makarova         | Rússia           | 169.64 | 62.06 (5)  | 107.58 (8)  |
| 9                                                     | Rachael Flatt           | Estados Unidos   | 167.44 | 60.88 (6)  | 106.56 (9)  |
| 10                                                    | Viktoria Helgesson      | Suécia           | 161.79 | 56.32 (9)  | 105.47 (10) |
| 11                                                    | Akiko Suzuki            | Japão            | 160.04 | 48.36 (20) | 111.68 (7)  |
| 12                                                    | Sarah Hecken            | Alemanha         | 153.94 | 55.20 (13) | 98.74 (13)  |
| 13                                                    | Alena Leonova           | Rússia           | 152.86 | 54.36 (14) | 98.50 (14)  |
| 14                                                    | Jenna McCorkell         | Reino Unido      | 150.90 | 52.12 (15) | 98.78 (12)  |
| 15                                                    | Júlia Sebestyén         | Hungria          | 147.66 | 56.10 (10) | 91.56 (15)  |
| 16                                                    | Liu Yan                 | China            | 141.29 | 49.96 (18) | 91.33 (16)  |
| 17                                                    | Cheltzie Lee            | Austrália        | 137.78 | 51.36 (17) | 86.42 (17)  |
| 18                                                    | Elene Gedevanishvili    | Geórgia          | 137.33 | 55.26 (12) | 82.07 (21)  |
| 19                                                    | Kiira Korpi             | Finlândia        | 134.49 | 51.72 (16) | 82.77 (20)  |
| 20                                                    | Sonia Lafuente          | Espanha          | 133.31 | 47.72 (21) | 85.59 (18)  |
| 21                                                    | Jelena Glebova          | Estônia          | 132.85 | 47.72 (22) | 85.13 (19)  |
| 22                                                    | Kwak Min-Jung           | Coreia do Sul    | 120.47 | 47.46 (23) | 73.01 (22)  |
| 23                                                    | Anastasia Gimazetdinova | Uzbequistão      | 113.89 | 49.10 (19) | 64.79 (23)  |
| 24                                                    | Manouk Gijsman          | Países Baixos    | 111.94 | 47.44 (24) | 64.50 (24)  |
| Não avançaram para a patinação livre / programa longo |                         |                  |        |            |             |
| 25                                                    | Ivana Reitmayerová      | Eslováquia       | 45.96  | 45.96 (25) |             |
| 26                                                    | Sarah Meier             | Suíça            | 45.06  | 45.06 (26) |             |
| 27                                                    | Tamar Katz              | Israel           | 44.96  | 44.96 (27) |             |
| 28                                                    | Tuğba Karademir         | Turquia          | 44.52  | 44.52 (28) |             |
| 29                                                    | Myriane Samson          | Canadá           | 44.20  | 44.20 (29) |             |
| 30                                                    | Kerstin Frank           | Áustria          | 43.80  | 43.80 (30) |             |
| 31                                                    | Victoria Muniz          | Porto Rico       | 41.08  | 41.08 (31) |             |
| 32                                                    | Bettina Heim            | Suíça            | 41.00  | 41.00 (32) |             |
| 33                                                    | Fleur Maxwell           | Luxemburgo       | 40.22  | 40.22 (33) |             |
| 34                                                    | Teodora Poštič          | Eslovênia        | 40.20  | 40.20 (34) |             |
| 35                                                    | Karina Johnson          | Dinamarca        | 38.22  | 38.22 (35) |             |
| 36                                                    | Zanna Pugaca            | Letônia          | 38.20  | 38.20 (36) |             |
| 37                                                    | Mirna Libric            | Croácia          | 37.24  | 37.24 (37) |             |
| 38                                                    | Lauren Ko               | Filipinas        | 33.34  | 33.34 (38) |             |
| 39                                                    | Martina Bocek           | República Tcheca | 32.90  | 32.90 (39) |             |
| 40                                                    | Irina Movchan           | Ucrânia          | 32.60  | 32.60 (40) |             |
| 41                                                    | Sonia Radeva            | Bulgária         | 32.12  | 32.12 (41) |             |
| 42                                                    | Ana Cecilia Cantu       | México           | 31.88  | 31.88 (42) |             |
| 43                                                    | Crystal Kiang           | Taipé Chinesa    | 31.72  | 31.72 (43) |             |
| 44                                                    | Georgia Glastris        | Grécia           | 31.36  | 31.36 (44) |             |
| 45                                                    | Gwendoline Didier       | França           | 29.32  | 29.32 (45) |             |
| 46                                                    | Marina Seeh             | Sérvia           | 28.32  | 28.32 (46) |             |
| 47                                                    | Clara Peters            | Irlanda          | 28.20  | 28.20 (47) |             |
| 48                                                    | Tamami Ono              | Hong Kong        | 27.74  | 27.74 (48) |             |
| 49                                                    | Abigail Pietersen       | África do Sul    | 25.76  | 25.76 (49) |             |
| 50                                                    | Charissa Tansomboon     | Tailândia        | 25.22  | 25.22 (50) |             |
| 51                                                    | Sabina Paquier          | Romênia          | 24.42  | 24.42 (51) |             |
| 52                                                    | Yoniko Eva Washington   | Índia            | 24.24  | 24.24 (52) |             |
| 53                                                    | Beatrice Rozinskaite    | Lituânia         | 23.68  | 23.68 (53) |             |
| WD                                                    | Isabelle Pieman         | Bélgica          | —      | — (WD)     |             |
| WD                                                    | Sonja Mugoša            | Montenegro       | —      | — (WD)     |             |

### Duplas
| Medalha de ouro                                       | Pang Qing / Tong Jian                       | China          | 211.39 | 75.28 (1)  | 136.11 (1)  |
| Medalha de prata                                      | Aliona Savchenko / Robin Szolkowy           | Alemanha       | 204.74 | 69.52 (3)  | 135.22 (2)  |
| Medalha de bronze                                     | Yuko Kavaguti / Alexander Smirnov           | Rússia         | 203.79 | 73.12 (2)  | 130.67 (3)  |
| 4                                                     | Maria Mukhortova / Maxim Trankov            | Rússia         | 197.39 | 69.48 (4)  | 127.91 (4)  |
| 5                                                     | Zhang Dan / Zhang Hao                       | China          | 195.78 | 69.20 (5)  | 126.58 (5)  |
| 6                                                     | Jessica Dubé / Bryce Davison                | Canadá         | 177.07 | 59.36 (8)  | 117.71 (6)  |
| 7                                                     | Caydee Denney / Jeremy Barrett              | Estados Unidos | 172.47 | 60.52 (6)  | 111.95 (8)  |
| 8                                                     | Vera Bazarova / Yuri Larionov               | Rússia         | 172.04 | 59.78 (7)  | 112.26 (7)  |
| 9                                                     | Amanda Evora / Mark Ladwig                  | Estados Unidos | 165.96 | 57.74 (9)  | 108.22 (9)  |
| 10                                                    | Anabelle Langlois / Cody Hay                | Canadá         | 154.72 | 54.40 (12) | 100.32 (10) |
| 11                                                    | Stefania Berton / Ondřej Hotárek            | Itália         | 149.78 | 54.58 (11) | 95.20 (11)  |
| 12                                                    | Vanessa James / Yannick Bonheur             | França         | 146.58 | 55.60 (10) | 90.98 (13)  |
| 13                                                    | Anaïs Morand / Antoine Dorsaz               | Suíça          | 144.46 | 53.70 (13) | 90.76 (14)  |
| 14                                                    | Maylin Hausch / Daniel Wende                | Alemanha       | 142.98 | 49.74 (14) | 93.24 (12)  |
| 15                                                    | Joanna Sulej / Mateusz Chruściński          | Polônia        | 138.26 | 48.14 (15) | 90.12 (15)  |
| 16                                                    | Stacey Kemp / David King                    | Reino Unido    | 132.87 | 45.14 (16) | 87.73 (16)  |
| Não avançaram para a patinação livre / programa longo |                                             |                |        |            |             |
| 17                                                    | Dong Huibo / Wu Yiming                      | China          | 43.08  | 43.08 (17) |             |
| 18                                                    | Maria Sergejeva / Ilja Glebov               | Estônia        | 41.94  | 41.94 (18) |             |
| 19                                                    | Lubov Bakirova / Mikalai Kamianchuk         | Bielorrússia   | 41.44  | 41.44 (19) |             |
| 20                                                    | Amanda Sunyoto-Yang / Darryll Sulindro-Yang | Taipé Chinesa  | 41.28  | 41.28 (20) |             |
| 21                                                    | Jessica Crenshaw / Chad Tsagris             | Grécia         | 40.36  | 40.36 (21) |             |
| 22                                                    | Ekaterina Kostenko / Roman Talan            | Ucrânia        | 39.18  | 39.18 (22) |             |
| 23                                                    | Nina Ivanova / Filip Zalevski               | Bulgária       | 36.84  | 36.84 (23) |             |
| 24                                                    | Gabriela Čermanová / Martin Hanulák         | Eslováquia     | 35.18  | 35.18 (24) |             |
| 25                                                    | Danielle Montalbano / Evgeni Krasnopolski   | Israel         | 32.02  | 32.02 (25) |             |

### Dança no gelo
| Pos.                             | Nome                                | Nacionalidade    | Pontos | DC         | DO         | DL         |
| -------------------------------- | ----------------------------------- | ---------------- | ------ | ---------- | ---------- | ---------- |
| Medalha de ouro                  | Tessa Virtue / Scott Moir           | Canadá           | 224.43 | 44.13 (1)  | 70.27 (1)  | 110.03 (2) |
| Medalha de prata                 | Meryl Davis / Charlie White         | Estados Unidos   | 223.03 | 43.25 (2)  | 69.29 (2)  | 110.49 (1) |
| Medalha de bronze                | Federica Faiella / Massimo Scali    | Itália           | 197.85 | 40.85 (3)  | 59.16 (3)  | 97.84 (4)  |
| 4                                | Nathalie Péchalat / Fabian Bourzat  | França           | 194.39 | 37.75 (4)  | 58.55 (4)  | 98.09 (3)  |
| 5                                | Sinead Kerr / John Kerr             | Reino Unido      | 189.11 | 37.56 (6)  | 58.23 (5)  | 93.32 (5)  |
| 6                                | Alexandra Zaretsky / Roman Zaretsky | Israel           | 181.26 | 33.79 (8)  | 56.13 (6)  | 91.34 (6)  |
| 7                                | Vanessa Crone / Paul Poirier        | Canadá           | 180.30 | 33.32 (9)  | 55.76 (7)  | 91.22 (7)  |
| 8                                | Ekaterina Bobrova / Dmitri Soloviev | Rússia           | 177.23 | 32.43 (11) | 55.04 (8)  | 89.76 (8)  |
| 9                                | Emily Samuelson / Evan Bates        | Estados Unidos   | 168.77 | 32.61 (10) | 52.79 (10) | 83.37 (10) |
| 10                               | Nóra Hoffmann / Maxim Zavozin       | Hungria          | 166.90 | 31.47 (13) | 51.91 (11) | 83.52 (9)  |
| 11                               | Anna Cappellini / Luca Lanotte      | Itália           | 164.52 | 34.05 (7)  | 51.40 (12) | 79.07 (14) |
| 12                               | Pernelle Carron / Lloyd Jones       | França           | 161.86 | 30.55 (15) | 50.52 (13) | 80.79 (12) |
| 13                               | Ekaterina Rubleva / Ivan Shefer     | Rússia           | 161.20 | 30.53 (16) | 48.77 (16) | 81.90 (11) |
| 14                               | Kimberly Navarro / Brent Bommentre  | Estados Unidos   | 159.68 | 31.36 (14) | 50.33 (15) | 77.99 (15) |
| 15                               | Cathy Reed / Chris Reed             | Japão            | 154.93 | 24.78 (23) | 50.41 (14) | 79.74 (13) |
| 16                               | Lucie Myslivečková / Matěj Novák    | República Tcheca | 147.93 | 26.95 (18) | 46.07 (17) | 74.91 (17) |
| 17                               | Caitlin Mallory / Kristjan Rand     | Estônia          | 147.39 | 26.62 (20) | 43.77 (21) | 77.00 (16) |
| 18                               | Yu Xiaoyang / Wang Chen             | China            | 142.80 | 28.42 (17) | 44.59 (19) | 69.79 (19) |
| 19                               | Kira Geil / Dmitri Matsjuk          | Áustria          | 142.49 | 26.69 (19) | 44.88 (18) | 70.92 (18) |
| 20                               | Jana Khokhlova / Sergei Novitski    | Rússia           | 91.98  | 37.70 (5)  | 54.28 (9)  | — (WD)     |
| Não avançaram para a dança livre |                                     |                  |        |            |            |            |
| 21                               | Allison Reed / Otar Japaridze       | Geórgia          | 69.42  | 26.07 (22) | 43.35 (22) |            |
| 22                               | Carolina Hermann / Daniel Hermann   | Alemanha         | 69.17  | 26.36 (21) | 42.81 (23) |            |
| 23                               | Christina Chitwood / Mark Hanretty  | Reino Unido      | 68.97  | 24.70 (24) | 44.27 (20) |            |
| 24                               | Katelyn Good / Nikolaj Sorensen     | Dinamarca        | 63.55  | 22.56 (25) | 40.99 (24) |            |
| 25                               | Danielle O'Brien / Gregory Merriman | Austrália        | 59.28  | 21.07 (26) | 38.21 (25) |            |
| 26                               | Jenette Maitz / Alper Uçar          | Turquia          | 49.50  | 17.36 (27) | 32.14 (26) |            |
| 27                               | Anna Zadorozhniuk / Sergei Verbillo | Ucrânia          | 31.66  | 31.66 (12) | — (WD)     |            |

## Quadro de medalhas
| Ordem | País           | Medalha de ouro | Medalha de prata | Medalha de bronze |    | Ordem por total |
| ----- | -------------- | --------------- | ---------------- | ----------------- | -- | --------------- |
| 1     | Japão          | 2               |                  |                   | 2  | 1               |
| 2     | Canadá         | 1               | 1                |                   | 2  | 1               |
| 3     | China          | 1               |                  |                   | 1  | 3               |
| 4     | Alemanha       |                 | 1                |                   | 1  | 3               |
| 4     | Estados Unidos |                 | 1                |                   | 1  | 3               |
| 4     | Coreia do Sul  |                 | 1                |                   | 1  | 3               |
| 7     | Finlândia      |                 |                  | 1                 | 1  | 3               |
| 7     | França         |                 |                  | 1                 | 1  | 3               |
| 7     | Itália         |                 |                  | 1                 | 1  | 3               |
| 7     | Rússia         |                 |                  | 1                 | 1  | 3               |
| TOTAL | TOTAL          | 4               | 4                | 4                 | 12 | —               |